# Tekstilna barvila

## Tekstilna barvila
- Barvila s skupino – N ═ N – imenujemo azo barvila in so med najbolj razširjenimi umetnimi barvili, ki se uporabljajo za barvanje tekstila, usnja, plastičnih mas,itd.. Azo barvila so bila eden prvih industrijskih proizvodov razvijajoče se kemijske industrije v 19. stoletju. Njihova uporaba je bila včasih širša, med drugim tudi za barvanje živil. V novejšem času so njihovo uporabo omejili zaradi ekološke nevarnosti. Večina azo barvil vsebuje eno azo skupino, poznamo pa tudi taka barvila ki jih vsebujejo več (dve ali tri). Azo barvila se po večini uporabljajo v tekstilni in prehrambeni industriji kot barvilo (60-70%). Rdeča in rumena azo barvila so bolj pogosta od modrih in rjavih barvil. Azo barvila se lahko pripravi, potreba po energiji za reakcijo je nizka, ker poteče reakcija že pri sobni temparaturi. Barvila so stabilna v celotni pH lestvici, barve ne spreminjajo v stiku s svetlobo in kisikom. V večini primerov, po uporabi ostanek barvil spustijo v vodo.

200px
- Poznamo dva najpogostejša načina čiščenja odpadnih voda: 
  - kemično in fizikalno – razbarvanje
  - biodegradacija – biološka razgradljivost (ta pove več o usodi barvila v okolju)

- Najpogosteje se uporabljajo oksidacijske in redukcijske kemijske metode za čiščenje odpadnih voda. Oksidativne procese uporabljajo za razbarvanje, običajno se kot oksidant uporablja H2O2, ki ga lahko aktiviramo na različne načine. Če uporabimo pravi aktivator, je razgradnja primerna za vsa barvila. Oksidacijska metoda je mogoča le s katalizatorjem.

### Vrste tekstilnih barvil
- Reaktivna barvila: Vsebujejo skupine, ki lahko tvorijo kovalentno vez med C atomom barvila in OH skupino bombaža. So vodotopna in nagnjena k hidrolizi. 80 – 90 % se vežejo na material, 10 % pa jih gre v odpadno vodo (v obliki hidroliziranih vodikov). Reaktivna barvila so aromatske spojine.

- Disperzna barvila: V vodi so netopna. Uporabljajo jih za barvanje poliestra. Koščki barvil se vtopijo v površino vlaken in jih tako obarvajo.

- Reduktivna barvila:  V vodi so netopna, s pomočjo alkalije in reducenta pa postanejo vodotopna. Sledi obarvanje materiala, nato pa povrnitev v vodonetopno obliko s pomočjo vode in oksidanta.

- Pigmentna barvila: Uporabljajo jih za tiskanje na površino tkanine. Natisnjen vzorec vsebuje tudi sredstva, ki barvilo vežejo na material.

Kljub podobni zgradbi imajo tekstilna barvila različne biološke aktivnosti, tako da je onemogočena posplošitev toksikoloških lastnosti.

### Nevarnost za človeka in okolje
- Nevarnost azo barvil predstavlja predvsem njihova sposobnost reduktivnega cepljenja azo vezi, zaradi česar pride do rakotvornega učinka, ki pa je dokazan le s poskusi na živalih. Pri stiku z reaktivnimi barvili (oblačila) lahko pride do raznih alergij, kot na  primer problemi z dihanjem, rdečica, srbenje, solzenje, kihanje, nabrekanje oči,... Odpadne vode, ki zapustijo tekstilne tovarne, ne vsebujejo le barvil, pač pa tudi škrobila, inkruste ter druge kemikalije, ki se uporabljajo v tekstilni proizvodnji. Barvila se v vodi lahko vežejo na druge snovi ali se usedajo. Na čistilni napravi jih skupaj z drugimi snovmi nevtralizirajo.
- Večina azo barvil (prehrambena in tekstilna barvila) vsebujejo LD50 vrednost med 250-2000 mg/kg. Človek bi moral zaužiti vsaj 100 kg hrane obarvane z azo barvili v enem dnevu, da bi se zastrupil.
- Ponekod v tekstilni industriji uporabljajo kancerogena barvila, ki povzročajo raka (npr. Acid Dye, Acid Red 26, Acid Red 114, Basic Yellow 2, Direct Blue 6, Direct Brown 95, ...).
- Obarvanost je posledica absorbcije svetlobe v snovi. Do absorbcije svetlobe pride pri vzbujanju elektronov z osnovnih na višje energijske nivoje. Barvila tudi absorbirajo in refleksirajo sončno svetlobo ob vstopu v vodo, kar vpliva na rast bakterij in celotno prehrambeno verigo, že majhni izpusti lahko sprožijo nenavadno močno obarvanje ter akutne in kronične učinke na izpostavljenih organizmih, ki so odvisni od časa izpostavitve in koncentracije barvila.
- Azo barvila v hrani naj bi povzročala hiperaktivnost pri otrocih. V 70ih letih so opravili veliko raziskav na to temo. Problem je v objektivnosti raziskav, ker so raziskovalci vzeli v ozir poročila staršev hiperaktivnih otrok. Še vedno ni dokazov, da naj bi azo barvila povzročala hiperaktivnost.